# Ruben Santiago-Hudson
Ruben Santiago-Hudson est un acteur et dramaturge américain, né le 24 novembre 1956 à Lackawanna.
Il a remporté des prix nationaux pour ses travaux dans ces deux domaines.

## Biographie

### Jeunesse
Ruben Santiago-Hudson est le fils d'Alean Hudson et de Ruben Santiago, un employé des chemins de fer. Son père est d'origine portoricaine et sa mère afro-américaine. Il a fréquenté l'université de Lackawanna, a obtenu son Bachelor of Arts (licence) à la Binghamton University et également son Master of fine Arts (Mastère 2) à la Wayne State University.
Il a obtenu un doctorat honoris causa de lettres du Buffalo State College.

### Carrière
En 2003, Ruben Santiago-Hudson a été lecteur dans le Volume 13 du film Unchained Memories: Readings from the Slave Narratives, diffusé sur HBO.
Il a écrit Lackawanna Blues, une pièce autobiographique dans laquelle il se joue lui et une vingtaine de personnes de son passé, qu'il a présentée à New York. Il l'a adaptée en film (qui a eu beaucoup de succès) et dans lequel les personnages sont interprétés par différents acteurs, (Ruben Santiago-Hudson y incarne Freddie Cobbs). Ce film a remporté des prix de la HBO, un Humanitas Prize, un Christopher Award, un National Board of Review of Motion Pictures Award, un NAACP Image Award et a été nommé aux Emmy Award, aux Golden Globes ainsi qu'aux Writers Guild of America.
Santiago-Hudson est apparu à Broadway dans Jelly's Last Jam et a reçu en 1996 un Tony Award pour la pièce Seven Guitars d'August Wilson. Santiago-Hudson est crédité dans Un prince à New York et également dans L'Intrus.
À la télévision, il est apparu dans les soap operas Another World et La Force du destin.
Son travail dans les séries diffusées en première partie de soirée inclut The Cosby Mysteries, New York Undercover, New York Police Blues, Les Anges du bonheur, À la Maison-Blanche, New York 911, New York, unité spéciale, cinq épisodes de New York, police judiciaire (dans lesquels joue Sharon Epatha Merkerson qui avait obtenu un rôle dans Lackawanna Blues), Person of Interest et bien d'autres.
Jusqu'en 2011 Ruben a joué le rôle du capitaine Roy Montgomery du NYPD dans la série Castle.

### Vie privée
Ruben Santiago-Hudson a quatre enfants : Broderick et Ruben III de relations précédentes, et Trey et Lily de son mariage avec Jeannie Brittan.

## Filmographie

### Acteur

#### Cinéma
- 1988 : Un prince à New York (Coming to America) de John Landis : l'homme dans la rue des prostituées
- 1994 : Blown Away de Stephen Hopkins : Blanket
- 1994 : Bleeding Hearts de Gregory Hines : Todd
- 1997 : White Lies de Ken Selden : le clochard no 2
- 1997 : L'Associé du diable (The Devil's Advocate) de Taylor Hackford : Leamon Heath
- 1999 : A Gut Feeling de Lee Davis (court métrage)
- 2000 : Shaft de John Singleton : Jimmy Groves
- 2001 : L'Intrus (Domestic Disturbance) de Harold Becker : le sergent Edgar Stevens
- 2002 : Winning Girls Through Psychic Mind Control de Barry Alexander Brown : Samuel Menendez
- 2007 : Mr. Brooks de Bruce A. Evans : Hawkins
- 2007 : Honeydripper : Stokely
- 2007 : American Gangster : Doc
- 2009 : The Invention of Lying : Landlord
- 2014 : Selma : Bayard Rustin

#### Télévision
Téléfilms
- 1991 : La Traversée de l'enfer (Which Way Home) de Carl Schultz : Jim Waters
- 1995 : Solomon and Sheba de Robert M. Young : Tamrin
- 1995 : Le Retour de Rick Hunter (The Return of Hunter) de Bradford May : inspecteur Stan Lewis
- 1998 : Fenêtre sur cour (Rear Window) de Jeff Bleckner : Antonio Fredericks
- 1999 : Liaison mortelle (The Hunt for the Unicorn Killer) de William A. Graham : lieutenant Newhouse
- 2000 : American Tragedy de Lawrence Schiller : Christopher Darden
- 2000 : The Inspector General d'Arvin Brown : rôle inconnu
- 2002 : À force de volonté (The Red Sneakers) de Gregory Hines : oncle Joe
- 2002 : L'Enfant du passé (Little John) de Dick Lowry : Steven
- 2005 : Lackawanna Blues : Freddie Cobbs
- 2005 : Une femme noire (en) : Joe Starks
- 2008 : Long Island Confidential : Calvin Burke

Séries télévisées
- 1964[4] : Another World : Billy Cooper #1 (1990-1993)
- 1970 : La Force du destin (All My Children) : Dr Zeke McMillan #1 (2001-2002)
- 1990 : Amen : le pompier (saison 4, épisode 19)
- 1990 : Corky, un adolescent pas comme les autres (Life Goes On ) : M. Serno (saison 1, épisode 16)
- 1990-1992 : Dear John (en) : Pizza Boy Larry, Orlando et Curtis (6 épisodes)
- 1990-1994-1999-2001, 2003 : New York, police judiciaire (Law and Order) : M. Gaines (saison 1, épisode 11), inspecteur Brian Keene (saison 5, épisode 6), l'avocat Winters (3 épisodes) et Dr Paul Jackson (saison 14, épisode 6),
- 1991 : Which Way Home
- 1994 : The Cosby Mysteries : l'officier de police (saison 1, épisode 8)
- 1994-1995 : New York Police Blues (NYPD Blue) : Otis (2 épisodes)
- 1994 et 1996 : New York Undercover : Johnny (saison 1, épisode 10) et Walter Perry (saison 3, épisode 5)
- 1996 : ABC Afterschool Specials : Kevin (saison 24, épisode 5)
- 1997-1998 : Michael Hayes : Eddie Diaz (21 épisodes)
- 1999 : Demain à la une (Early Edition) : Emmett Brown (2 épisodes)
- 1999 : Les Anges du bonheur (Touched by an Angel) : Dr Joe Acot (saison 6, épisode 1)
- 1999 : À la Maison-Blanche (The West Wing) : Morris Tolliver (saison 1, épisode 2)
- 1999 : New York 911 (Third Watch) : inspecteur Wolfort, NYPD (saison 1, épisode 8)
- 2005 : New York, unité spéciale : Carlos Guzman (saison 7, épisode 7)
- 2009-2011 et 2014 : Castle : le capitaine Roy Montgomery (59 épisodes)
- 2013 : Low Winter Sun : Charles Dawson (10 épisodes)
- 2015 : The Good Wife : Charlie Jinks (saison 6, épisode 18)
- 2015 : Public Morals : le lieutenant King (10 épisodes)
- 2016 : Billions : Raul Gomez (4 épisodes)
- 2016 : The Family : le chef de la police Len Bucksey (3 épisodes)
- 2025 : New York, police judiciaire : l'avocat de la défense Winters (saison 24, épisode 21)

Séries d'animation
- 1995-1996 : Gargoyles, les anges de la nuit (Gargoyles) : Gabriel (voix originale, 3 épisodes)
- 1997-1999 : Spawn : Jess Chapel (voix originale, 7 épisodes)

### Scénariste
- 2020 : Le Blues de Ma Rainey (Ma Rainey's Black Bottom) de George C. Wolfe

## Distinctions

### Récompenses
- En 1996 : un Tony Award pour sa performance dans Seven Guitars
- En 2006 : un Humanitas Prize pour l'adaptation de Lackawanna Blues en film pour la HBO
- En 2009 : un prix de la NAACP[5]